# Географія Ватикану
Ватикан — розташований у західній частині Рима, столиці Італії, на Ватиканському пагорбі (звідки й походить назва); межує з Італією (спільний кордон становить 3 км).

## Крайні точки
Список крайніх точок Ватикану за координатами:
- Північ: пеерхрестя Viale Vaticano та Via Leone IV (41°54′26.74″ пн. ш. 12°27′19.46″ сх. д. / 41.9074278° пн. ш. 12.4554056° сх. д.)
- Південь: пеерхрестя Via della Stazione Vaticana та Via di Porta Cavalleggeri (41°54′00.78″ пн. ш. 12°27′16.14″ сх. д. / 41.9002167° пн. ш. 12.4544833° сх. д.)
- Захід: пеерхрестя Viale Vaticano та Via Aurelia (41°54′07.08″ пн. ш. 12°26′44.62″ сх. д. / 41.9019667° пн. ш. 12.4457278° сх. д.)
- Схід: Площа Святого Петра (41°54′08.16″ пн. ш. 12°27′30.01″ сх. д. / 41.9022667° пн. ш. 12.4583361° сх. д.)

## Клімат
За кліматичними особливостями Апеннінський півострів, де розташований Ватикан, —- середземноморський район.
Для нього характерні тепле літо і м'яка зима. Контрасти середніх температур найхолоднішого і найтеплішого місяців наступні: середні температури січня — від 0 С до +12 С, липня — від +20 до +28 С. Опади у вигляді дощу випадають переважно взимку. Річна кількість опадів — 660 мм.
| Клімат Ватикану                            | Клімат Ватикану | Клімат Ватикану | Клімат Ватикану | Клімат Ватикану | Клімат Ватикану | Клімат Ватикану | Клімат Ватикану | Клімат Ватикану | Клімат Ватикану | Клімат Ватикану | Клімат Ватикану | Клімат Ватикану | Клімат Ватикану |
| Показник                                   | Січ.            | Лют.            | Бер.            | Квіт.           | Трав.           | Черв.           | Лип.            | Серп.           | Вер.            | Жовт.           | Лист.           | Груд.           | Рік             |
| Середній максимум, °C                      | 11,9            | 13,0            | 15,2            | 17,7            | 22,8            | 26,9            | 30,3            | 30,6            | 26,5            | 21,4            | 15,9            | 12,6            | 20,4            |
| Середня температура, °C                    | 7,5             | 8,2             | 10,2            | 12,6            | 17,2            | 21,1            | 24,1            | 24,5            | 20,8            | 16,4            | 11,4            | 8,4             | 15,2            |
| Середній мінімум, °C                       | 3,1             | 3,5             | 5,2             | 7,5             | 11,6            | 15,3            | 18,0            | 18,3            | 15,2            | 11,3            | 6,9             | 4,2             | 10,0            |
| Середня кількість сонячних годин на місяць | 120,9           | 132,8           | 167,4           | 201,0           | 263,5           | 285,0           | 331,7           | 297,6           | 237,0           | 195,3           | 129,0           | 111,6           | 2472,8          |
| Норма опадів, мм                           | 67              | 73              | 58              | 81              | 53              | 34              | 19              | 37              | 73              | 113             | 115             | 81              | 804             |
| Днів з опадами                             | 7,0             | 7,6             | 7,6             | 9,2             | 6,2             | 4,3             | 2,1             | 3,3             | 6,2             | 8,2             | 9,7             | 8,0             | 79,4            |
| ------------------------------------------ | --------------- | --------------- | --------------- | --------------- | --------------- | --------------- | --------------- | --------------- | --------------- | --------------- | --------------- | --------------- | --------------- |
| Джерело: Servizio Meteorologico            |                 |                 |                 |                 |                 |                 |                 |                 |                 |                 |                 |                 |                 |

## Рослинний світ

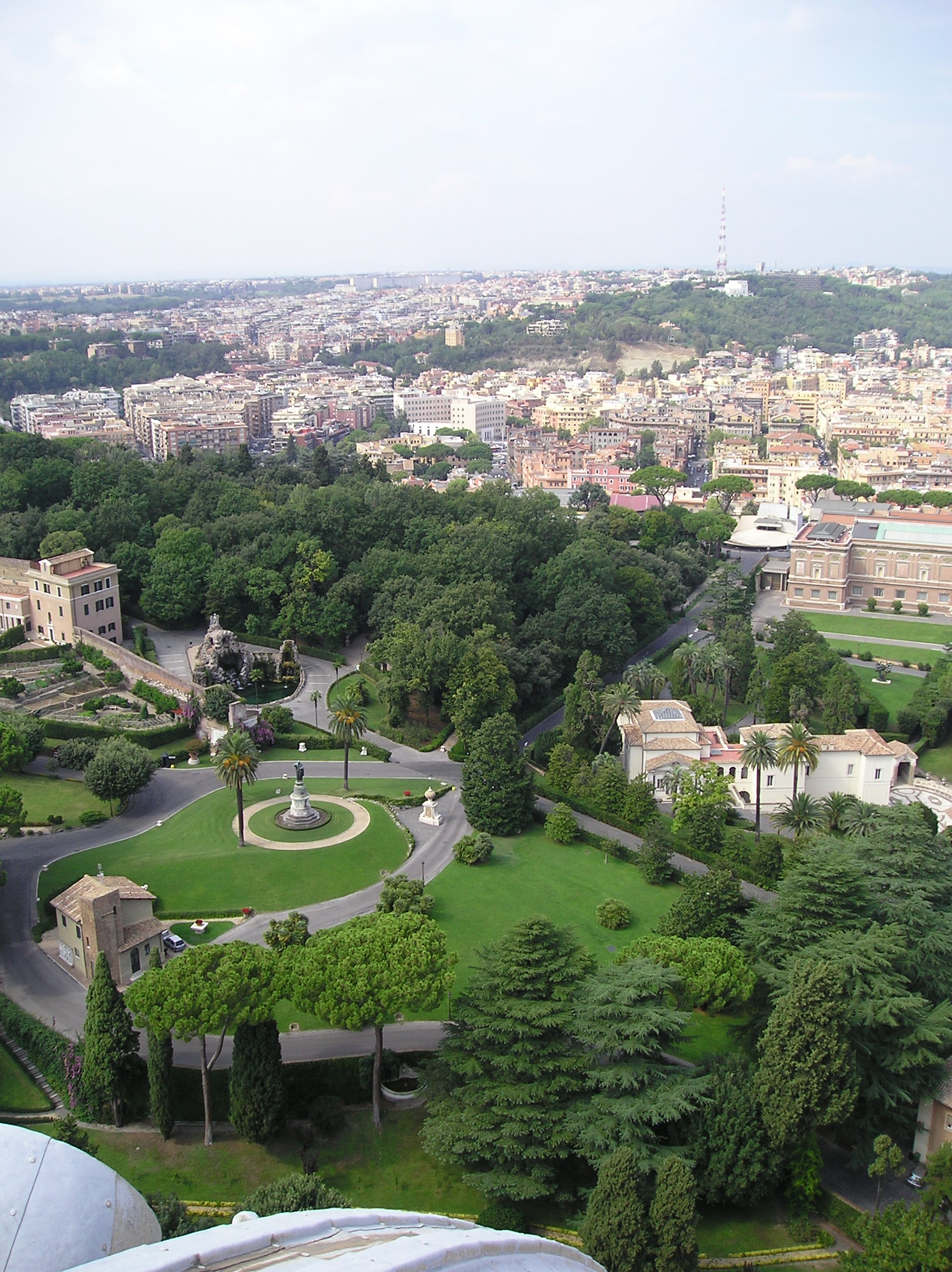
Ватиканські сади — яскравий приклад середземноморського клімату і багатої флори Ватикану

Рослинний світ відрізняється розмаїттям та екзотичними видами рослин, що ростуть у Ватиканських садах, що простягаються на захід від Ватиканського палацу і обмежені стінами фортець, що зводилися різними понтифіками починаючи з епох Відродження і Бароко.